# Trygodes glaucorrhanis
Trygodes glaucorrhanis là một loài bướm đêm trong họ Geometridae.